# Marcelino Correr
Dom Frei Marcelino Correr O.F.M.Cap. (11 de janeiro de 1932 — 18 de abril de 2006) foi prelado brasileiro da Igreja Católica. Era religioso da Ordem dos Frades Menores Capuchinhos e bispo-emérito da Diocese de Carolina, no Estado do Maranhão.

## Biografia
Dom Marcelino nasceu em Piracicaba, São Paulo, no bairro de Santa Olímpia, filho de Virgínia Cristofoletti e Ângelo Correr. O casal eram pais de mais dez filhos, dos quais outros três, Lourenço, José e Gabriel, também se tornaram sacerdotes.[carece de fontes?]
Marcelino foi batizado em 11 de março de 1932 na Igreja de Santa Olímpia, por Frei Salvador de Cavêdine. Fez a primeira eucaristia em 8 de dezembro de 1938, e foi crismado dois dias depois, na Capela de Sant'Ana, por Frei Domingos de Caldonazzo. Fez os primeiros estudos no Grupo Escolar Barão do Rio Branco, em Santa Olímpia.
Ingressou no Seminário Seráfico São Fidélis em 25 de janeiro de 1944. Vestiu o hábito em Taubaté, em 8 de janeiro de 1950, sendo mestre de noviços Frei Epifânio Antônio Menegazzo. Emitiu os votos temporários em Taubaté, aos 9 de janeiro de 1951, perante Frei Ildefonso Focaccio, e iniciou o curso de Filosofia em Mococa até 1953. Em Mococa, fez a profissão perpétua perante Frei Germano Chisté, em 10 de janeiro de 1954, e, logo em seguida, deu início ao curso de Teologia no Convento Imaculada Conceição, em São Paulo. Foi ordenado diácono, em São Paulo, por Dom Vicente Marchetti Zioni, em 16 de março de 1957. Recebeu o presbiterado das mãos de Dom Ernesto de Paula em Piracicaba, em 15 de junho seguinte.
Depois de lecionar no Seminário de Piracicaba, trabalhou 32 anos nas paróquias paulistas de Birigui, Penápolis, Dracena  e Cândido Mota, na Diocese de Assis. Em 13 de março de 1991, o Papa João Paulo II escolheu Frei Marcelino para assumir a Diocese de Carolina, no Maranhão, que estava vacante desde a transferência de D. Frei Evangelista Alcimar Caldas Magalhães para Alto Solimões. Sua sagração episcopal ocorreu em 21 de abril seguinte, no Ginásio de Esportes anexo ao Estádio Municipal de Piracicaba, sua cidade natal. Conferiu-lhe a ordenação episcopal Dom Carlo Furno, núncio apostólico, auxiliado por dois prelados coirmãos, Frei Daniel Arnaldo Tomasella e Frei Evangelista Alcimar, seu antecessor. Adotou como seu lema Caridade e Bondade.
Governou sua diocese até 15 de outubro de 2003, quando a Santa Sé acatou seu pedido de renúncia em função de atingir a idade-limite. Foi então substituído por seu confrade Frei José Soares Filho. Dom Marcelino continuou vivendo em Carolina até falecer repentinamente, vítima de infarto agudo do miocárdio, aos 74 anos, em 18 de abril de 2006.